# Bellefontaine (Vosges)
Bellefontaine is een gemeente in het Franse departement Vosges in de regio Grand Est en telt 913 inwoners (2005).

## Geschiedenis
De gemeente maakte deel uit van het kanton Plombières-les-Bains totdat dat werd samengevoegd met de kantons Bains-les-Bains en Xertigny tot het huidige kanton Le Val-d'Ajol. Alle gemeenten in de genoemde kantons maken uit van het arrondissement Épinal.

## Geografie
De oppervlakte van Bellefontaine bedraagt 39,9 km², de bevolkingsdichtheid is 22,9 inwoners per km².
De onderstaande kaart toont de ligging van Bellefontaine (Vosges) met de belangrijkste infrastructuur en aangrenzende gemeenten.

## Demografie
Onderstaande figuur toont het verloop van het inwonertal (bron: INSEE-tellingen).